# Akdeniz
Akdeniz (1980) es un monumento escultórico del escultor turco İlhan Koman erigido por primera vez en la avenida Büyükdere en Estambul, Turquía en 1980.

## Descripción
Es una de las esculturas más conocidas de Estambul. Está representada una figura de mujer con los brazos abiertos formados de 112 tiras de chapa gruesa de 12 mm (0.47 pulg.) Con la misma separación entre cada una de ellas. Cuando el escultor explica la sensación de un abrazo humano, piensa en el mar Mediterráneo, que dice que es la razón del nombre de «Akdeniz», palabra turca empleada para denominar el Mediterráneo. El diseño de la escultura, que se basa en una técnica de corte y plegado de metal, pesa 4,5 toneladas. En 1981, la escultura le valió a İlhan Koman el Premio de Artes Visuales de la Fundación Sedat Simavi.

## Historia
La escultura, fue encargada por la compañía de seguros Halk Sigorta —más tarde llamada Yapı Kredi Sigorta—, se erigió inicialmente frente a la sede de la compañía en la avenida Büyükdere. En el 2005, la escultura se trasladó temporalmente a la plaza Galatasaray para una exposición de İlhan Koman; y un tiempo después, cuando Halk Sigorta se transfirió a Yapı Kredi Sigorta, fue trasladada a la sede de Yapı Kredi en Levent, un barrio y una de las principales zonas de negocios de Estambul.
Personas que protestaban sobre una cuestionable invasión terrestre  de Israel en la Franja de Gaza durante el conflicto entre Israel y Gaza del año 2014, asolaron la escultura, que estaba situada al lado del consulado general de Israel. Después de estos eventos, los residentes de Edirne iniciaron una petición para llevar la escultura a su ciudad; el distrito Muratpaşa de la provincia de Antalya también quería albergar la escultura en su distrito, y también comenzó los su traslado allí. En 2017, la escultura se trasladó a un lugar, desde donde se puede ver desde el tercer piso del edificio de Arte Cultural Yapı Kred que se construyó en la Avenida de İstiklal.